# 爬藤卫矛
爬藤卫矛（学名：Celastrus scandens；英語：American bittersweet或bittersweet）是卫矛科南蛇藤属的植物。原產於北美洲中東部，但在尼泊尔以及中国大陆的云南也有種植。
它們生長在土壤肥沃的森林裏，六月開花，不斷生長糾纏著附著的植物，有時候會將其絞殺。人類使用其果實後會中毒，但一些鳥類卻以其為食。美國原住民利用其根來催吐、治療性病和結核病。